# Asien-Korps
Das Asien-Korps oder Levante-Korps war ein Verband der Streitkräfte des Deutschen Reiches, der im Ersten Weltkrieg zur Unterstützung des Osmanischen Reiches im Vorderen Orient eingesetzt wurde.

## Aufbau und Kommando
Bereits im März 1916 wurde auf Ersuchen der Türkei ein deutsches Expeditionskorps unter dem Kennwort Pascha I aufgestellt und nach Palästina entsandt. Anfang 1917 wurde Pascha II als Vorbereitung für das zukünftige Asien-Korps initiiert.
Pascha II bestand u. a. aus dem Stab der 201. Infanterie-Brigade unter dem Kommando von Oberst Gustav von Oppen und wurden dem Asien-Korps zugeschlagen.
Gliederung Ende 1917
- Infanterie-Bataillon 701
- Infanterie-Bataillon 702
- Infanterie-Bataillon 703
- Artillerie-Abteilung 701
- Flak-Batterie 15
- Pionier-Kompanie 701
- MG-Abteilung Hentig
- Armee-Nachrichten-Kommandeur 70

Darüber hinaus waren 1917/18 die Festungs-Eisenbahn-Baukompanie 11 und die Eisenbahnbetriebs-Kompanie 44/48 auf der Hedschasbahn eingesetzt.
Oberbefehlshaber des Asien-Korps war zunächst der Generalmajor Friedrich Freiherr Kreß von Kressenstein (1870–1948) als Kommandeur des 1. Türkischen Expeditionskorps und späterer Befehlshaber der Gaza-Front.
Von Juli 1917 bis August 1918 führte Generalmajor Werner von Frankenberg und Proschlitz (1868–1933) und in den letzten Kriegsmonaten Oberst Gustav von Oppen (1867–1918). Vom 1. Oktober 1918 bis Februar 1919 war dann Oberst Frithjof von Hammerstein-Gesmold Kommandeur.
Das Korps war direkt dem Befehl der osmanischen Heeresgruppe F unterstellt, welche von General Erich von Falkenhayn und ab Februar 1918 bis Kriegsende von Marschall Liman von Sanders geführt wurde.

## Exkurs: Österreichisch-ungarische Truppen in Palästina
Österreich-Ungarn war den deutsch-türkischen Geheimverträgen vom 2. August 1914 und dem 11. Januar 1915 in Form eines Notenwechsels beigetreten. Man wollte auf wirtschaftspolitischem Gebiet gegenüber der Türkei dem deutschen Bündnispartner nicht nachstehen. Um den politischen Einfluss in der Türkei zu stärken, wurden, ebenso wie das deutsche Levantekorps, kleinere Militärkontingente dorthin entsandt. Hierbei handelte es sich um Artillerie, technische Truppen und motorisierte Transportkolonnen.

## Geschichte
Nach dem Bündnis zwischen der Türkei und Deutschland am 2. November 1914 erklärten Großbritannien, Frankreich und Russland dem Osmanischen Reich den Krieg. Die türkischen Truppen konnten in Armenien, Mesopotamien und Südpalästina zunächst Erfolge erzielen.

### Pascha I
Bereits 1914/15 waren deutsche Pionier-Truppen am Bau der Militärbahn Maṣʿūdiyya–Sinai in Richtung Sueskanal beteiligt, die von der 4. Türkischen Armee unter der technischen Leitung von Heinrich August Meißner Pascha (1862–1940) errichtet wurde. Auch eine Marine-Hygieneexpedition wurde im Dezember 1914 unter Leitung des Hamburger Tropenmediziners Peter Mühlens zusammengestellt. Sie arbeitete zusammen mit den türkischen Sanitätsstellen daran, die beim Wasser- und Wegebau in der Wüste auftretenden Infektionskrankheiten wie Rückfallfieber, Flecktyphus, Typhus, Abdominaltyphus, Paratyphus, Amöbenruhr, Bakterienruhr und Cholera einzudämmen. Schutzimpfungsstoffe gegen Typhus und Cholera wurden in Jerusalem aus landestypischen Erregerstämmen selbst hergestellt. Bei der Pflege in den Lazaretten halfen deutsche Borromäerinnen und Kaiserswerther Diakonissen aus Beirut (wie Bertha Harz) und aus Jerusalem.
Um die osmanischen Streitkräfte effektiver durch Kriegsmaterial, deutsche Offiziere zur Truppenführung, Militärflieger und Truppenkontingente zu unterstützen, wurde 1916 ein deutsches „Asien-Korps“ zusammengestellt, das an der Sinai- bzw. Palästinafront eingesetzt werden sollte. Mitte Januar 1916 unternahm Oberst Friedrich Freiherr Kreß von Kressenstein mit einigen Offizieren des Generalkommandos einen Inspektionsritt durch die Wüste bis nahe an den Sueskanal. Im März 1916 traf das Expeditionskorps Pascha I über die Etappenstrecke Balkan-Konstantinopel-Taurus-Aleppo-Damaskus-Jerusalem-Wüste auf der Sinai-Halbinsel ein. Am 1. April 1916 wurde die Fliegerabteilung 300 „Pascha“ unter Führung von zunächst Hauptmann Karl Eduard von Heemskerk, anschließend Hauptmann Gerhard Weyert, später Hauptmann Hellmuth Felmy mit 14 Flugzeugen vom Typ Rumpler C.I in Be’er Scheva (Beerscheba) stationiert. Im April bezogen auch die ersten deutschen und österreichischen Truppen Quartier in Beerscheba. Die Fliegerabteilung wurde in den Nordsinai verlegt: im Juni in das Wadi al-ʿArīsch und im Juli nach Biʾr al-ʿAbd.
Da sich das Eintreffen der deutschen Truppen verzögerte, fand die geplante Großoffensive gegen den Sueskanal erst in der Juli-Hitze 1916 statt und misslang. Die türkisch-deutschen Truppen wurden nach der Schlacht von Bir Romani (3.–5. August) rasch nach Palästina zurückgeworfen, im Dezember 1916 fiel mit al-Arisch der letzte Fliegerstützpunkt auf dem Sinai. Die Fliegerabteilung 300 wurde ab Oktober wieder nach Beerscheba und im Januar 1917 nach Ramla verlegt. Im Frühjahr 1917 siedelte das deutsche Hauptquartier nach Tell esch-Scheria (im Nachal Gerar) über; am 26. März und 17. April wurden von den Türken im Gebiet von Gaza zwei Schlachten gegen die Briten unter General Archibald Murray gewonnen. (Erste Schlacht um Gaza und Zweite Schlacht um Gaza)
Gliederung Pascha I
- MG-Bataillon 601
- MG-Bataillon 602
- MG-Bataillon 604
- MG-Bataillon 606
- MG-Bataillon 607
- Flak-Zug 28
- Flak-Zug 133
- Flak-Zug 136
- Flak-Zug 142
- Flak-Zug 172
- Fußartillerie-Bataillon 60
- Tragbare Funkstation 2 und 4
- Fliegerabteilungen 300 „Pascha“, 301 und 302 (aufgestellt bei Flieger-Ersatz-Abteilung Breslau-Brieg), 303 (FEA Altenburg), 304 b (FEA 1 b Oberschleißheim) und 305 (FEA Breslau), ab 1918 Jagdstaffel 55 (später umbenannt in Jagdstaffel 1 F)
- Stabsoffizier der Eisenbahntruppen Nr. 25 mit 3 Kompanien
- Bohr-Sonderkommandos
- 5 Eisenbahn-Sonderkommandos
- 3 LKW-Kolonnen

### Pascha II
Als Bagdad am 11. März 1917 von den Briten eingenommen war, stand das Osmanische Reich vor der Niederlage. Deutschland verstärkte nun die Militärunterstützung. Um die türkische Armee zu stabilisieren, wurde die Heeresgruppe F mit einem fast ausschließlich deutschen Generalstab aufgebaut (sogenanntes Unternehmen „Blitz“, türkisch „Yılderım Orduları Grubu“).

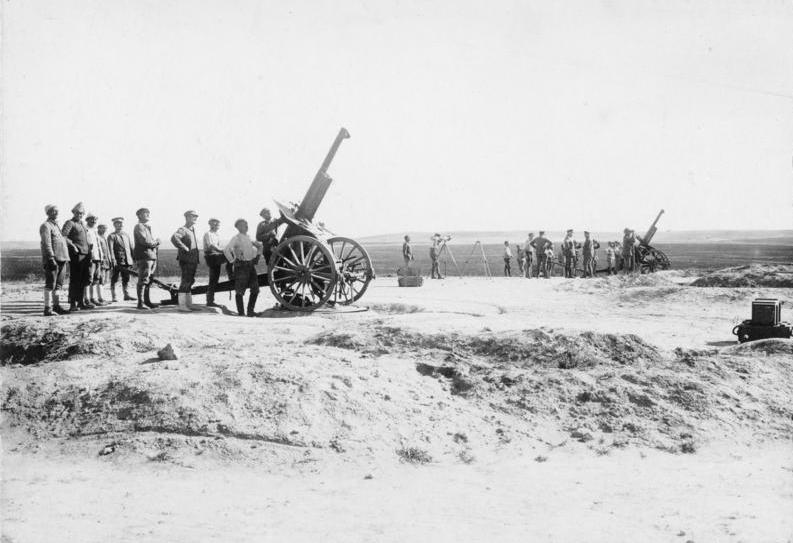
Deutsche Flieger-Abwehrbatterie an der Heeresstraße vor Bir-es-Seba, April 1917

Im August 1917 wurde von der Obersten Heeresleitung über den Balkan und Konstantinopel ein deutsches Expeditionskorps Pascha II unter Generalmajor Werner von Frankenberg und Proschlitz in den Nahen Osten geschickt, um ein weiteres Vordringen der Briten aufzuhalten. Eigentlich sollten die deutschen Truppen helfen, Bagdad von den Briten zurückzuerobern, doch im Oktober 1917 wurde dieses Ziel aufgegeben. Die Soldaten wurden zur Frontsicherung nach Palästina verlegt, um dort den englischen Vormarsch zu stoppen.
Zur weiteren Luftunterstützung wurden der Heeresgruppe F im September 1917 die Fliegerabteilungen 301-305 und die Jagdstaffel 55 mit insgesamt 55 Flugzeugen zugeteilt. Die neue bayerische Fliegerabteilung 304 b unter Kommando von Hauptmann Franz Josef Walz (1885 – 1945) war dazu am 25. August 1917 aus Oberschleißheim aufgebrochen. Die mitgebrachten Flugzeuge waren zweisitzige Bautypen wie die Aufklärer AEG C.IV oder Albatros C.III, die Jagdflugzeuge Pfalz E.I, Pfalz E.II oder Albatros D.III und der Aufklärer oder Bomber Rumpler C.I in Gebrauch.
Die Luftaufklärung war die einzige Möglichkeit, den operativen Überblick im weitläufigen  Operationsgebiet zwischen Damaskus und der Küste des Libanon, dem See Genezareth bis Kairo zu erhalten. Arabische Milizen unter Führung von Thomas Edward Lawrence („Lawrence von Arabien“) führten gegen die osmanisch-deutschen Truppen einen Kleinkrieg durch Hinterhalte und Handstreiche insbesondere gegen die Hedschasbahn um Truppenverschiebungen und die Logistik zu unterbinden.

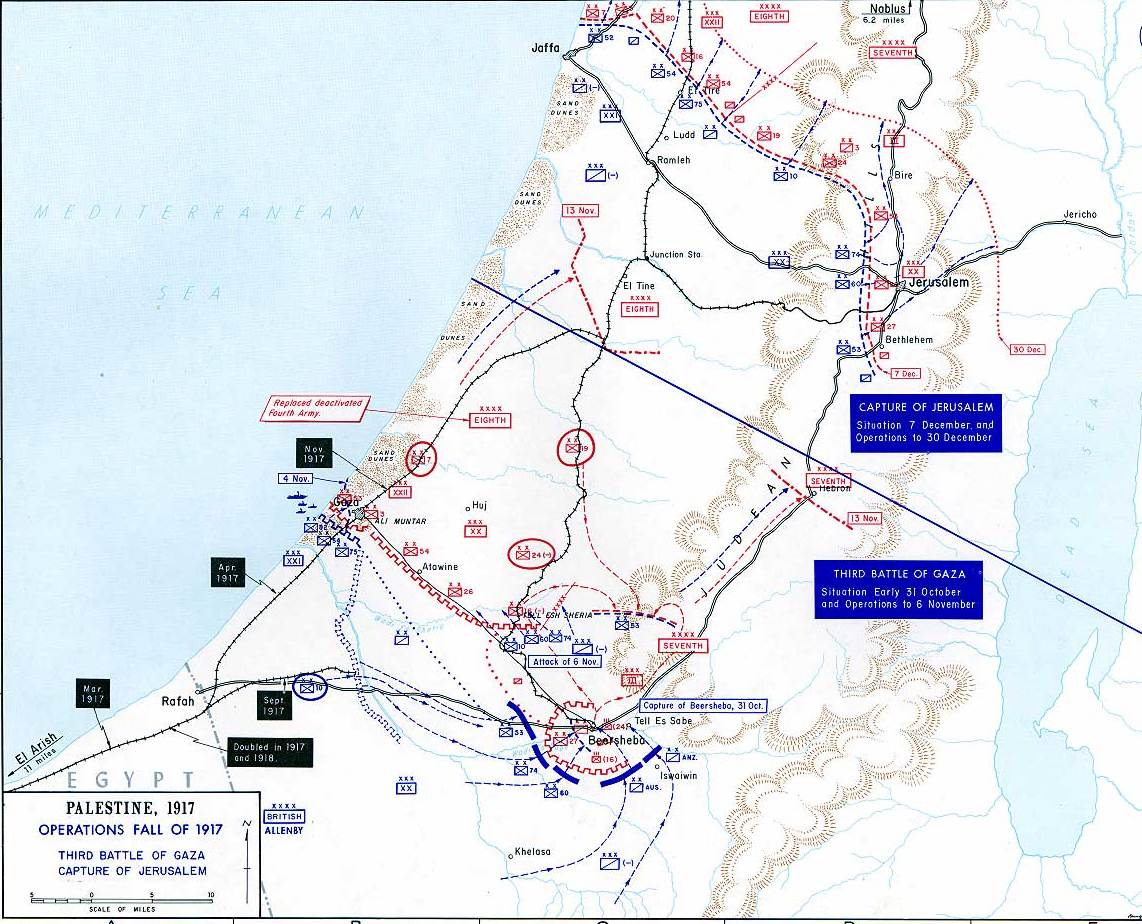
Britische Offensive im November–Dezember 1917

Im September 1917 brach die Sinai-Front zusammen. Ende Oktober 1917 waren die Fliegerabteilungen in es-Sawafir, Ramla, et-Tina (in der Nähe des heutigen Kirjat Malʾachi) und Iraq al-Manshiyya (auf dem Gebiet des heutigen Kirjat Gat) stationiert. General Edmund Allenby schlug die Osmanen am 31. Oktober – mit dem letzten erfolgreichen Kavallerieangriff der Geschichte – in Be’er Scheva und am 7. November in Gaza in der Dritten Schlacht um Gaza. Die deutschen Fliegerabteilungen wurden damals in den Norden Palästinas zurückgezogen: nach Bethlehem in Galiläa und Waldheim (heute Allone Abba zwischen Haifa und Nazareth), Dschenin, Samach am See Genezareth (heute Wüstung in der Nähe des Kibbuz Ma’agan), Merchavya bei Afula (el-Fule) in der Nähe von Nazaret. Auch in Darʿā (Südsyrien) waren 10 Flugzeuge zusammen mit der türkischen Flugabteilung 14 im Einsatz gegen die arabischen Milizen.
Nach den Niederlagen der Osmanen wurde Jerusalem am 9. Dezember 1917 und den folgenden Tagen von den osmanischen Truppen geräumt, auch das deutsche Oberkommando verließ sein Hauptquartier auf dem Ölberg im Auguste-Viktoria-Hospital und zog sich nach Nazaret zurück. Dort war das Hauptquartier von Dezember 1917 bis September 1918. Das k.u.k. Etappengruppenkommando und das k.u.k. Feldpostamt Nr. 452 befanden sich 1917–1918 in Aleppo.
Zwischen Dezember 1917 und April 1918 gab es Stellungskämpfe in Mittelpalästina, von April bis September 1918 auch Kämpfe im Ostjordanland. Die deutschen Truppen in Palästina wurden noch einmal verstärkt; es befanden sich insgesamt etwa 16.000 deutsche Soldaten in Palästina. Im April und Mai 1918 kamen dabei auch das 1. Masurische Infanterie-Regiment Nr. 146 unter Major Frithjof von Hammerstein-Gesmold und von Mai bis Juli das Kurhessische-Reserve-Jäger-Bataillon Nr. 11 („Marburger Jäger“) mit über 1000 Mann und 468 Pferden unter Major von Menges zum Einsatz. Die deutschen Fliegerabteilungen wurden in dieser Zeit zum Teil nach Amman, Rayak, Aleppo, Hama und Homs verlegt.
Gliederung von Pascha II (Frühjahr 1918)
- Stab der 201. Infanterie-Brigade

- 1. Masurisches Infanterie-Regiment Nr. 146 aus Allenstein unter Oberstleutnant Frithjof von Hammerstein-Gesmold
- Pionier-Kompanie 205
- Gebirgs-MG-Abteilung 201
- Gebirgs-MG-Abteilung 203
- Gebirgs-MG-Abteilung 207
- Gebirgs-MG-Abteilung 208
- Reserve-Jäger-Bataillon 11 aus Marburg
- Gebirgs-Artillerie-Abteilung 1
- 7./Fußartillerie-Regiment 2
- 7./Fußartillerie-Regiment 9
- Flakzug 120
- Gebirgs-Funker-Abteilung
- Funkerzug 1720
- Funkerzug 1731
- Lichtsignalzug 27
- Lichtsignalzug 28
- Telegraphen-Abteilung „Klein-Asien“

### Niederlage und Rückzug

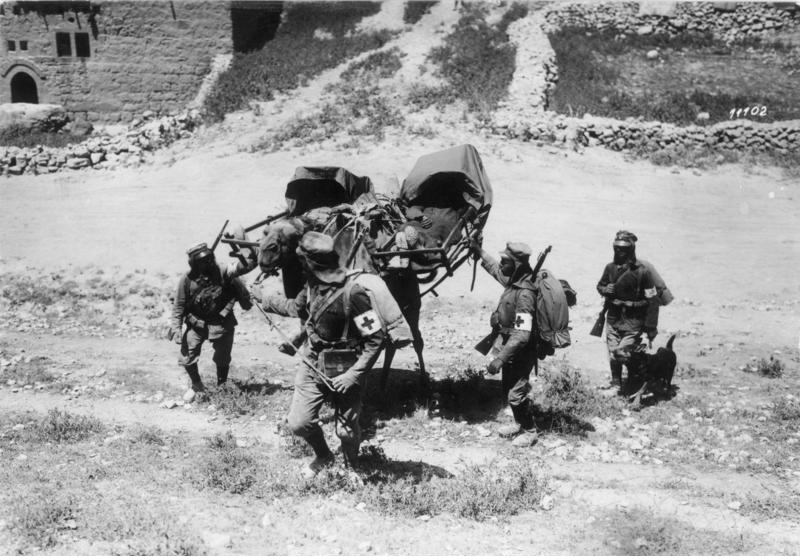
Deutsche Sanitäter führen einen Verwundetentransport mittels Kamel durch (Palästinafront Mai/Juni 1918).

Die Niederlage der türkisch-deutschen Armee in Palästina und Mesopotamien war nicht aufzuhalten. Nach der Palästinaschlacht, die am 19. September 1918 begann und der Einnahme von Damaskus zogen sich die Truppen immer weiter zurück. Zahlreiche kleinere deutsche Verbände des Asienkorps mussten sich während des militärischen Zusammenbruchs des Osmanischen Reichs auf eigene Faust durchschlagen, um das nackte Leben zu retten. Ihr Gegner Thomas E. Lawrence setzte den deutschen Abteilungen folgendes Denkmal:

“Exceptions were the German detachments; and here for the first time I grew proud of the enemy which had killed my brothers. They were two thousand miles from home, without hope and without guides, in conditions mad enough to break the bravest nerves. Yet their sections held together, in firm rank, sheering through the wrack of Turk and Arab like armoured ships, high-faced and silent. When attacked they halted, took position, fired to order. There was no haste, no crying, no hesitation. They were glorious.”

„Eine Ausnahme allein machten die deutschen Abteilungen; und hier zum erstenmal wurde ich stolz auf den Feind, der meine Brüder getötet hatte. Sie waren zweitausend Meilen von ihrer Heimat entfernt, ohne Hoffnung im fremden, unbekannten Land, in einer Lage, verzweifelt genug, um auch die stärksten Nerven zu brechen. Dennoch hielten ihre Trupps fest zusammen, geordnet in Reih und Glied, und steuerten durch das wirr wogende Meer von Türken und Arabern wie Panzerschiffe, schweigsam und erhobenen Hauptes. Wurden sie angegriffen, so machten sie halt, nahmen Gefechtsstellung und gaben wohlgezieltes Feuer. Da war keine Hast, kein Geschrei, keine Unsicherheit. Sie waren prachtvoll.“

Die Fliegerabteilungen wurden Anfang Oktober auf dem Rückzug bis auf eine, die in Hama verblieb, nach Muslimiya bei Aleppo und schließlich nach Pozantı in der Provinz Adana verlegt. Hier starb der letzte, posthum mit dem Orden Pour le Mérite ausgezeichnete Kommandeur des Asien-Korps, Oberst Gustav von Oppen (1867–1918), an der Cholera.
Am 30. Oktober 1918 kapitulierte die Türkei und schloss zum 31. Oktober 1918 den Waffenstillstand von Mudros (auf Limnos), der den deutschen und österreichisch-ungarischen Truppen freies Geleit zusicherte.
Das deutsche Asien-Korps wurde nach der Kapitulation mit der anatolischen Eisenbahn nach Konstantinopel transportiert und dort mit den anderen deutschen Soldaten interniert. Die deutschen Soldaten kehrten teils über das Schwarze Meer und die Ukraine und teils ab Januar 1919 über das Mittelmeer nach Deutschland zurück. Die österreichischen Rückkehrer trafen über Triest am 24. Januar 1919 in Wien ein.
Kriegsgräber der gefallenen Soldaten befinden sich insbesondere in Bagdad, Jerusalem, Nazareth, Aleppo, Damaskus und auf englischen Soldatenfriedhöfen. Fliegerdenkmale für gefallene deutsche Piloten im Ersten Weltkrieg stehen in Dschenin (Palästina) an der Straße nach Nazareth sowie auf dem Templer-Friedhof in Haifa.

## Bund der Asienkämpfer
Im Bund der Asienkämpfer (BdAK, seltener Bund deutscher Asienkämpfer) fanden sich die Veteranen der Asien-Korps nach dem Kriegsende zusammen. Im September 1919 in Berlin gegründet, gab es bald Gruppen in jeder größeren Stadt des Reiches. Hauptziele waren die gegenseitige wohlfahrtliche Unterstützung und Aufarbeitung der eigenen Geschichte, insbesondere dem Auffinden vermisster Truppenteile, inklusive der Schwestern des DRK.
Der Bund gab eine eigene Zeitschrift, die „Orient Rundschau“, und ein „Jahrbuch“ heraus. Im Zuge der Gleichschaltung 1933 wurde er zunächst der NSDAP angegliedert, 1938 jedoch verboten und aufgelöst.

## Bedeutung für Archäologie, Kunstgeschichte und Kartografie
Von den Städte- und Landschaftsaufnahmen der Fliegerabteilung 304 des Asien-Korps sind noch 2872 Glasplatten im Bayerischen Hauptstaatsarchiv, Abt. IV Bayerisches Kriegsarchiv, in München erhalten. Ihre wissenschaftliche Auswertung ist heute wichtig für die Luftbildarchäologie. Auch die 1916 durch Mayor a. D. Hans von Ramsay in 4 Blättern aufgenommene Karte von Südpalästina und dem Sinai (1:250.000) sowie die 1917/18 von der Vermessungsabteilung 27 gefertigten topografischen Karten (39 Blätter 1:50.000, 7 Blätter 1:25.000, 1 Karte 1:100.000) werden zur Klärung wissenschaftlicher Fragen herangezogen.
Der Archäologe Theodor Wiegand (1864–1936) war als Hauptmann der Landwehrartillerie in Damaskus stationiert und leitete ein Deutsch-Türkisches Denkmalschutzkommando, das während des Palästina-Feldzuges 1916–1918 u. a. in Damaskus, Petra und im Sinai zahlreiche wissenschaftliche Vermessungen und Bauaufnahmen antiker Denkmäler durchführte. In der Zusammenarbeit mit Wiegand empfing auch der österreichische Kunsthistoriker Hans Sedlmayr (1896–1984), der als Artilleriebeobachter zur Österreichischen Orientarmee abkommandiert worden war, viele Anregungen.

## Filme
- Palästina-Feldzug und Arabische Revolte wurden 1962 in „Lawrence von Arabien“ verfilmt.
- Palästina-Feldzug und den Angriff auf Beersheba schildert 1987 der australische Film „The Lighthorsemen“.

## Nachweise
1. ↑  Vgl. zum Aufbau ausführlich Werner Steuber: Kriegsgliederung der deutschen Verbände der Heeresgruppe „Jilderim“ an der Palästina-Front. In: „Jilderim“. Deutsche Streiter auf Heiligem Boden. (Schlachten des Weltkrieges 4). 2. Aufl. Verlag Gerhard Stalling, Oldenburg i. O. / Berlin, 1925, Anhang (mit Karten) (Digitalisat der Oberösterreichischen Landesbibliothek Linz).
2. 1 2 3 4  Günter Wegner: Stellenbesetzung der Deutschen Heere 1815-1939: Die höheren Kommandostellen 1815-1839. Biblio Verlag, 1990, ISBN 3-7648-1779-8, S. 338.
3. ↑  Die Diakonissen Freiin Veronika von Wechmar (1868–1918); Äbtissin des Freiherrlich von Hutten'schen Fräuleinstifts in Nürnberg, Schwester des Eberhard von Wechmar, und Prinzessin Brigitte Reuß (1889–1929) zu Köstritz, seit 1911 Schwägerin des Pfarrers und Militärseelsorgers Graf Siegfried von Lüttichau, 1925–1949 Vorsteher der Diakonissenanstalt Kaiserswerth, leiteten zusammen ein Soldatenheim bei den Lazaretten in Be’er Scheva.
4. ↑  Gerd M. Schulz: Der Einsatz und die Erfolge der Fliegerabteilung 304b in Palästina S. 92
5. ↑  Vielleicht handelte es sich um den späteren Oberstleutnant Gustav Alexander von Menges (1877–1950) aus Kassel, Herr auf Wangritten, Vater von Dietrich Wilhelm von Menges.
6. ↑  T. E. Lawrence: Revolt in the Desert. 1927, S. 413 (Textarchiv – Internet Archive).
7. ↑  T. E. Lawrence: Aufstand in der Wüste. 1935, 33. Die türkischen Armeen zerbröckeln (projekt-gutenberg.org).
8. ↑  Bis 1917 kommandierte von Oppen das Fusilier-Regiment Nr. 73, dem Ernst Jünger angehörte.
9. ↑  Hans-Ulrich Seidt: Berlin, Kabul, Moskau. Oskar Ritter von Niedermayer und Deutschlands Geopolitik. Verlag Universitas, 2002, ISBN 3-8004-1438-4, S. 140; und Ludmila Hanisch: Die Nachfolger der Exegeten. Deutschsprachige Erforschung des Vorderen Orients in der ersten Hälfte des 20. Jahrhunderts. Harrassowitz, 2003, ISBN 3-447-04758-5, S. 106.
10. ↑  Peter Rawert: Horrorschreie aus dem Trautonium. Nützliches und herrlich Unnützes: Wenn sich ein Dutzend bibliophiler Enthusiasten auf eine Reise durch die Bibliotheken Bayerns macht, kommen sie aus dem Staunen nicht mehr heraus. In: Frankfurter Allgemeine Zeitung, 10. August 2023, S. R3.
11. ↑  Gedruckt bei Winfried Baumgart (Hrsg.): Friedrich Freiherr Kreß von Kressenstein. Bayerischer General und Orientkenner. Lebenserinnerungen, Tagebücher und Berichte 1914–1946. Brill, Schöningh, Paderborn 2020, S. 329–611 ISBN 978-3-657-70344-9.
12. ↑  Heinrich Schmittdiel (1888–1964) aus Altenkirchen, 1915 Schulleiter in Beelen, 1916–1918 mit der Feld-Fliegerabteilung 300 in Palästina und Damaskus.